# بازیگر مکمل

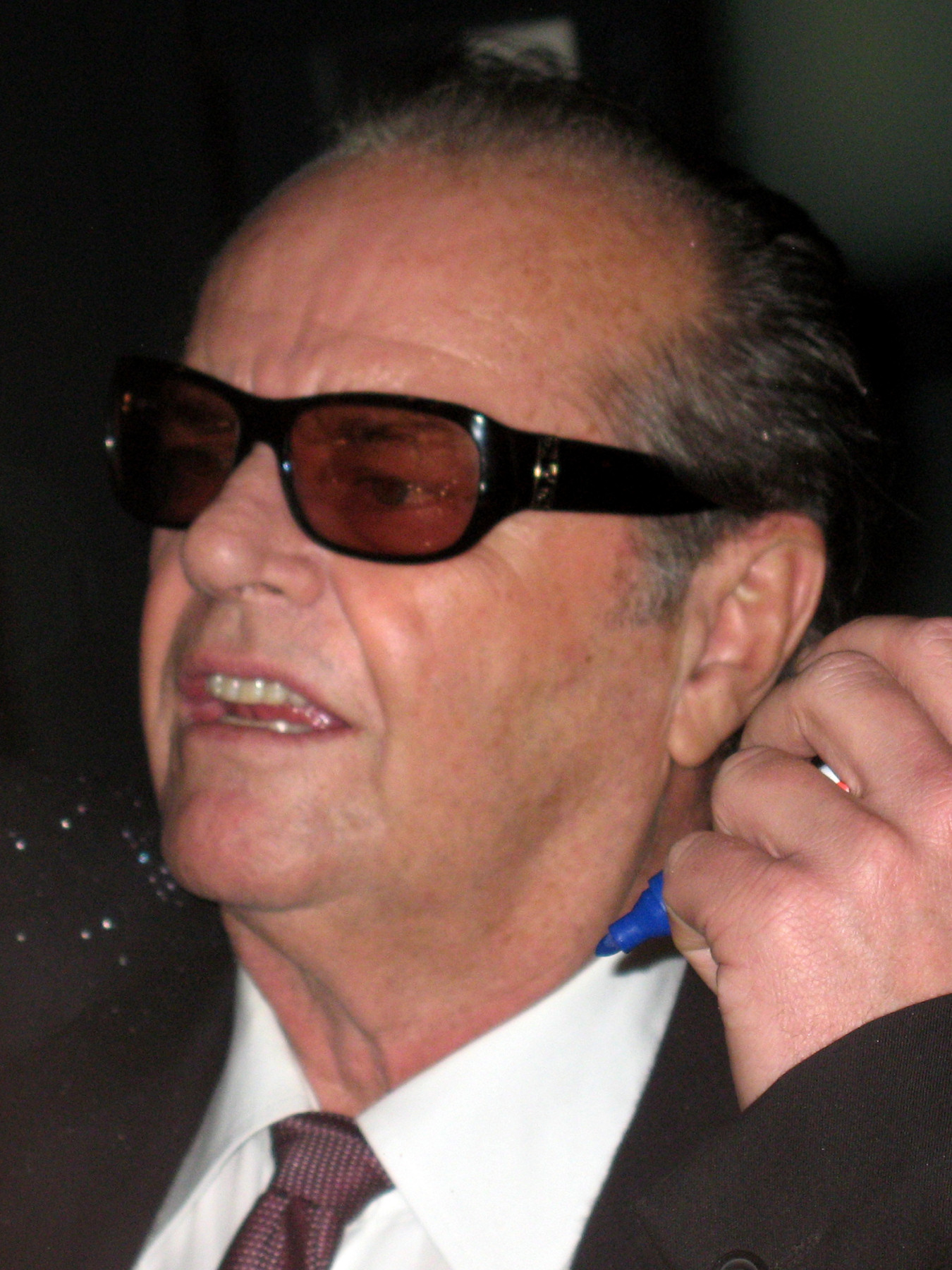
جک نیکلسون(بازیگر)

بازیگر مکمل به یک بازیگر گفته می‌شود که نقشی را در یک نمایشنامه یا فیلم پایین‌تر از بازیگر(ان) اصلی و بالاتر از یک بیت پارت بازی می‌کند. با توجه به اهمیت این نقش، صنعت تئاتر و سینما به بهترین بازیگران نقش مکمل مذکر و مونث، جوایز جداگانه ای اعطا می‌کند.